# Jean-Pierre-Antoine Rey
Pour les articles homonymes, voir Jean-Pierre Rey et Rey.
Jean Pierre Antoine Rey, né le 21 septembre 1767 à Puylaurens dans le Tarn et mort le 12 janvier 1842 dans cette même ville, est un général français de la Révolution et de l’Empire.

## Biographie

### Du simple soldat au colonel
Il entre en service le 24 décembre 1786, comme soldat dans le régiment de Bourgogne, où il passe caporal le 1er mai 1792 et fourrier le 1er juillet suivant. Il fait les campagnes de cette année-là à l’armée des Alpes et entre comme sous-lieutenant dans le 1er bataillon des côtes maritimes le 22 mai 1793. Affecté à l’armée des Pyrénées orientales, il se trouve le 17 septembre à la reprise du poste de Vernet, puis à la bataille de Peyrestortes où il franchit un des premiers les retranchements espagnols. Le lendemain, il est nommé capitaine adjudant-major par les représentants du peuple en mission près de l’armée des Pyrénées orientales, avant de prendre une part importante dans l’enlèvement des hauteurs de Villelongue le 19 décembre 1793.
En septembre 1795, Rey rejoint l’armée d’Italie, et le 25 novembre 1795, il se trouve à l’affaire en avant du Bourguet. Il combat ensuite à Montenotte le 12 avril 1796 ainsi qu’à Millesimo le 13 avril. Il se distingue le 8 mai suivant lors de la bataille de Fombio et le 11 mai à la prise de Pizzighettone. Il est au blocus de Mantoue et fait partie de l’expédition en Romagne. Il se bat à Bassano le 8 septembre, à Governolo (it) le 23 septembre (où sa brigade s’empare de cinq bouches à feu et fait 1 400 prisonniers) et enfin à la bataille du pont d'Arcole du 15 au 17 novembre. Le deuxième jour de la bataille, il passe le canal à la tête des tirailleurs sous le feu de l’ennemi et est blessé le 17 d’un coup de feu au coude gauche alors qu'il excite le courage de ses soldats. Il est promu chef de bataillon le 21 décembre 1796. Le 15 janvier 1797, Rey prend part au combat d’Anghiari puis à la bataille de Valvasone le 16 mars 1797.
En 1798, il continue ses services en Belgique, puis dans l’armée de Batavie sous les ordres du général Brune et est blessé à la cuisse droite le 6 octobre 1799 lors de la Bataille de Castricum. En 1800, il est affecté à l’armée du Rhin et se trouve à la bataille de Biberach le 9 mai ainsi qu’à celle de Hohenlinden le 3 décembre. En garnison à Lille en 1803, Rey devient adjudant commandant et est employé en cette qualité au camp de Bruges le 29 août 1803. Il est nommé colonel du 57e régiment d’infanterie de ligne le 11 novembre suivant, puis il est fait chevalier de la Légion d’honneur le 11 décembre et officier de l’ordre le 14 juin 1804.

### Général de l'Empire
De 1805 à 1807, il participe aux campagnes d’Autriche, de Prusse et de Pologne. Avec la 2e division du 4e corps de la Grande Armée, il participe au combat de Memmingen le 15 octobre 1805 ainsi qu’à la bataille d’Austerlitz le 2 décembre. Il est fait commandeur de la Légion d’honneur le 25 décembre de la même année. En 1806, Rey est à Iéna le 14 octobre, à la prise de Lübeck le 7 novembre, à Pultusk le 26 décembre et à la bataille d'Eylau le 8 février 1807. Il fait des prodiges le 10 juin à la bataille d'Heilsberg et à la prise de Königsberg. Promu général de brigade le 18 février 1808 et chevalier de la Couronne de fer le 10 juillet suivant, il part pour l'Espagne le 15 novembre 1808 en tant que commandant de la 2e brigade du 4e corps d’armée chargée d’escorter le roi Joseph de Bayonne à Madrid. Il est créé baron de l’Empire le 28 mai 1809 avant d'être blessé à la bataille de Talavera le 28 juillet de la même année.
Le 15 juillet 1810, il tue 400 insurgés et fait prisonnier le colonel Valdivia qui les commandait. Le 31 juillet 1811, il commande une brigade d’infanterie de la 2e division du 4e corps, et au mois de décembre 1811, il participe au siège de Tarifa. Il se distingue le 21 juin 1813 à la bataille de Vitoria ainsi que les 28 et 30 juillet à la bataille de Sorauren. Le 10 novembre 1813, à la suite de la mort du général Conroux, il prend le commandement de la division est assiste à la bataille d’Orthez le 27 février 1814, puis le 10 avril à la bataille de Toulouse.

### D'un régime à l'autre, 1814-1842
Lors de la Première Restauration, le général Rey est fait chevalier de Saint-Louis le 20 novembre 1814 et prend le commandement du département des Basses-Pyrénées le 15 décembre. À son retour de l’île d’Elbe, l’Empereur le maintient dans ses fonctions mais il est finalement mis en disponibilité le 17 août 1815. Placé en non activité le 1er décembre de la même année, il est compris comme disponible dans le cadre d’organisation de l’état-major général le 30 décembre 1818 et demeure dans cette position jusqu'au 1er janvier 1825. Rappelé à l’activité après la Révolution de juillet, il est nommé commandant des départements du Puy-de-Dôme et du Cantal le 6 décembre 1830. Passe à celui du Cantal seul le 7 mars 1831, et à celui du Puy-de-Dôme le 22 février 1832, il est admis à la retraite le 1er mai 1832. Le général Rey meurt le 12 janvier 1842 à Puylaurens, sa ville natale.

## Titres, décorations, honneurs…
- 25 décembre 1805 : commandant de la Légion d'honneur
- Baron de l'Empire le 19 mars 1808 (décret), 28 mai 1809 (lettres patentes)

## Dotations
- Le 17 mars 1808, donataire d’une rente de 4 000 francs en Westphalie.

## Armoiries
| Figure | Blasonnement |
|        | Armes du baron Jean Pierre Antoine Rey et de l'Empire Coupé d'azur et de sable, l'azur à la barre d'or accompagnée de deux étoiles du même ; le sable à la forteresse, flanquée de deux tours et entourée de remparts, le tout d'or surmonté d'un L. d'argent : franc-quartier des barons tirés de l'armée. - Livrées : les couleurs de l'écu. |